# 栃木県立那須高等学校
栃木県立那須高等学校（とちぎけんりつなすこうとうがっこう）は、栃木県那須郡那須町大字寺子乙にある高等学校。略称は「那高」。

## 概要
農業高校の分校として那須町唯一の高等学校として設置された。那須高原海城高等学校廃校以降は、栃木県北端の県立高校である。
全国的にも珍しい「リゾート観光科」を設置しており、旅館・観光施設などでの実習や、ゴルフなどのスポーツ実習も行われている。
教育目標は「自ら学び、健康で礼儀正しく、社会に貢献できる人間を育成する」である。
制服はブルーブラックのブレザーに、Nの文字が刺繍されたネクタイ、グレーの生地に白いチェックの模様が入ったスラックスとスカートがある。

## 沿革
- 1949年 - 栃木県立那須農業高等学校（現、栃木県立那須拓陽高等学校）黒田原分校として設立。農業科、農村家庭科を設置。
- 1956年 - 商業科を設置。
- 1960年 - 那須高等学校として独立開校。
- 1962年 - 普通科を設置。
- 1963年 - 農業科募集停止。
- 1998年 - 商業科募集停止、リゾート観光科を設置。
- 2001年 - 普通科学級減により3クラス、リゾート観光科1クラスに。
- 2005年 - 制服改定される。
- 2009年 - 第1回全国高校生観光プランコンテスト（観光甲子園）準グランプリ（大会組織委員会長賞）受賞[1]。同プランは「高校生が考えた駅からハイキング」として実施された[2]。
- 2011年 - 優良学校表彰（栃木教育委員会）を受賞
- 2017年 - 那須町と栃木県立那須高等学校とのパートナーシップ協定締結
- 2019年 - 「駅からハイキング」JR東日本より感謝状授与

## 著名な関係者

### 教職員
- 松本哲男 - 日本画家、東北芸術工科大学学長（1968年 - 1972年に美術教師。）[3]
- 柿沼康二 - 書家（1993年 - 1995年に芸術科非常勤講師）[4]

### 卒業生
- 渡辺三男 - 元サッカー選手、サッカー日本代表。藤和不動産サッカー部に所属していた。

## アクセス
- 東北本線 黒田原駅より徒歩20分
- 関東自動車・那須町民バス 那須高校前停留所より徒歩0分